# G (accélération)
 (novembre 2019).
Si vous disposez d'ouvrages ou d'articles de référence ou si vous connaissez des sites web de qualité traitant du thème abordé ici, merci de compléter l'article en donnant les références utiles à sa vérifiabilité et en les liant à la section « Notes et références ».
Ne doit pas être confondu avec G, la constante gravitationnelle
Pour les articles homonymes, voir G et Accélération.

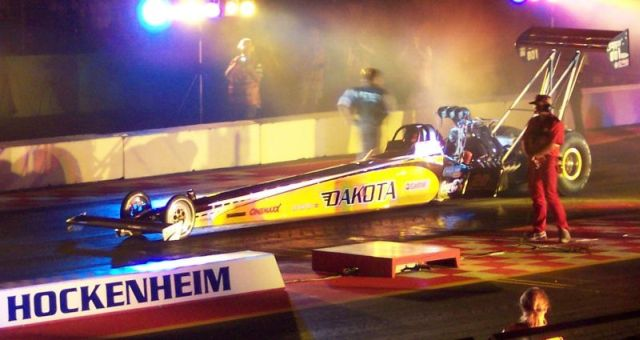
Ce dragster accélère de 0 à 160 km/h en 0.86 s, ce qui correspond à une accélération horizontale de 5.3 g.

Le g (« g » étant l'initiale de « gravité ») est une unité d'accélération correspondant approximativement à l'accélération de la pesanteur à la surface de la Terre. Elle est principalement utilisée en aéronautique, dans l'industrie automobile et dans celle des parcs d'attraction. Sa valeur conventionnelle, définie par la troisième conférence générale des poids et mesures de 1901, est de 9,806 65 m/s2. g étant aussi la notation usuelle de l'accélération de la pesanteur en général, la valeur normalisée est parfois notée spécifiquement g0.
Cette accélération est la somme des forces non gravitationnelles appliquées à un objet libre de mouvement et divisée par sa masse. Les accélérations qui ne sont pas dues à l'effet de la pesanteur sont appelées « accélérations propres ». Elles provoquent des contraintes et des déformations mécaniques sur les objets qui sont alors perçues comme un poids — toute « force » g peut être simplement décrite et mesurée comme un poids par unité de masse.
L’accélération standard de la pesanteur à la surface de la Terre ne produit une force g qu’indirectement. En effet, la force de 1 g exercée sur un corps reposant à la surface de la Terre est provoquée verticalement par la réaction du support en empêchant l'objet de tomber en chute libre selon le chemin qu'il suivrait s'il était libre d'atteindre le centre de la Terre. C'est ainsi qu'il peut être le siège d'une accélération propre même sans variation de vitesse (qu'on note traditionnellement {\displaystyle {\frac {\mathrm {d} v}{\mathrm {d} t}}t} ou {\displaystyle {\dot {v}}(t)} dans les lois de Newton).
En l’absence de champ gravitationnel, ou dirigé orthogonalement par rapport à ce champ, si on choisit un référentiel au repos, les accélérations propres et vectorielles sont les mêmes, et toute accélération au sens de Newton doit être produite par une force g correspondante. On peut prendre comme exemple un vaisseau dans l'espace pour lequel les variations de vitesse sont produites par des moteurs qui engendrent une force g sur le vaisseau et sur ses passagers. Nous sommes également dans la même situation avec le dragster de l'illustration ci-dessus quand sa vitesse varie dans une direction orthogonale à l'accélération de la pesanteur : ces variations sont produites par des accélérations qu'on peut effectivement mesurer en unités « g » puisqu'elles génèrent une force g dans cette direction.

## Unité et mesure
L'unité de mesure de l'accélération dans le Système international d'unités (SI) est le mètre par seconde carrée (m/s2). Cependant, pour comparer une accélération (ou la gravité à la surface d'un corps autre que la Terre) à la gravité habituelle, on utilise souvent l'unité g. Un g est égal à l'accélération de la pesanteur à la surface de la Terre. L'accélération de la pesanteur standard (symbole g) vaut 9,806 65 m/s2, ce qui correspond à une force de 9,806 65 N/kg,.
L'unité « g » ne fait pas partie du Système international, qui utilise par ailleurs le symbole « g » pour le gramme. L'unité « g » est également distincte de « G », qui est le symbole standard de la constante gravitationnelle.
La mesure de la force g se fait généralement à l'aide d'un accéléromètre.
Cette mesure est présente dans l'enregistreur de données d'accident de l'Union européenne.

## Calcul dugconventionnel
En appliquant la deuxième loi de Newton dans le référentiel terrestre galiléen et en supposant que la gravitation est la seule force s’exerçant sur les corps.
{\displaystyle m_{corps}\times a=G{\frac {m_{corps}\times m_{Terre}}{(R_{Terre})^{2}}}}
{\displaystyle a=G{\frac {m_{Terre}}{(R_{Terre})^{2}}}}
On retrouve la constante g.

## Accélération et forces

Troisième loi de Newton : principe des actions réciproques.

En toute rigueur, le terme de « force g » est impropre car il mesure une accélération et non une force. Bien que l'accélération soit une grandeur vectorielle, la force g est souvent considérée comme une quantité scalaire comptée positivement quand elle pointe vers le haut et négativement vers le bas. La force g est donc un vecteur accélération.
Les forces g, quand elles sont multipliées par la masse sur laquelle elles agissent, sont associées à un certain type de force mécanique (dans le bon sens du terme « force »), et ces forces produisent une contrainte de compression ou de tension. De telles forces procurent une sensation de poids, mais leur équation porte un signe contraire en raison de la définition du poids considéré comme positif dans le sens du haut vers le bas, si bien que le sens de la force-poids est de sens opposé à celui de la force g d'accélération :
Poids = – masse × accélération de la force g.
Le signe « – » indique que la force réelle (c'est-à-dire la valeur mesurée du poids) produite par la force g sur un corps est dans le sens inverse du signe de la force g. En effet, en physique, le poids n'est pas la force qui provoque l'accélération, mais c'est la réaction égale et de sens opposé du support. Si on compte comme positif le sens du bas vers le haut (selon la convention cartésienne standard), alors une force g positive (vecteur accélération pointant vers le haut) produit une force-poids, quelle que soit la masse, qui agira vers le bas. Par exemple on peut citer le lancement d'une fusée dont l'accélération positive g produira une augmentation du poids vers le bas. De la même façon, une force g négative est un vecteur accélération dirigé vers le bas (le sens négatif de l'axe des y) et cette accélération vers le bas va produire une force-poids dirigée vers le haut qui tirera le pilote hors de son siège vers le haut et fera affluer le sang dans sa tête.
Si la force g est verticalement dirigée vers le haut et est communiquée par le plancher d'un ascenseur à une personne qui se tient debout, le corps de cette personne sera le siège d'une déformation compressive qui, quelle que soit la hauteur, si elle est multipliée par la surface, est la force mécanique associée qui est le produit de la force g par la masse qui interagit, c'est-à-dire qui se trouve au-dessus du support. Les bras qui pendent le long du corps avec un point d'attache situé à leur extrémité supérieure, et au-dessus du support, ressentent eux-mêmes, et en même temps, non pas une compression, mais une extension qui, à chaque niveau (s'il est multiplié par la surface) est encore une fois la force mécanique associée, produit de la force g et de la masse pendue sous le point d'attache. La force de résistance est communiquée par les points de contact avec le sol et décroit progressivement pour tendre vers zéro à mesure qu'on s'éloigne du sol. Avec une force de compression comptée comme une force d'extension négative, le taux de variation de la force d'extension dans le sens de la force g, par unité de masse (la variation entre les différentes parties de l'objet, qu'on peut considérer comme des tranches de cet objet auxquelles on associe une unité de masse à chacune), est égal à la force g plus les forces extérieures non-gravitationnelles qui s'exercent sur la tranche si elles existent (comptées positivement dans le sens opposé à la force g).
Pour une force g donnée les déformations qu'elle engendre sont les mêmes indépendamment du fait que cette force g est provoquée par la gravité, par l'accélération ou par une combinaison des deux. Ceci fait que le ressenti par une personne est également le même dans ces différentes conditions et la question de savoir comment la force g est supportée se pose dans les mêmes termes dans les deux cas. Par exemple, une accélération dirigée vers le haut (c'est-à-dire soit une augmentation de la vitesse ascensionnelle, soit une diminution de la vitesse de chute sur la Terre) est ressentie de la même façon que si on était placé sur un objet astrophysique avec une plus grande gravité de surface.
Voici quelques cas particuliers importants mettant en jeu la force g :
- la force g qui interagit sur un corps immobile reposant à la surface de la Terre est de 1 g, dirigée verticalement vers le haut et résulte de la réaction de la surface de la Terre à une accélération de 1 g et est égale et opposée à la gravité. La valeur 1 est approchée et dépend de la localisation ;
- la force g qui interagit sur un corps dans un environnement en impesanteur, par exemple dans le cas d'une chute libre dans le vide, est de 0 g ;
- la force g qui interagit sur un corps soumis à une accélération peut être très supérieure à 1 g. Par exemple le dragster ci-dessus peut être le siège d'une force g de 5,3 g quand il accélère[réf. nécessaire] ;
- la force g qui interagit sur un corps soumis à une accélération peut être dirigée de haut en bas, par exemple lorsqu'on descend d'une bosse élevée dans un circuit de montagnes russes ;
- la force g dans une fusée est équivalente à la poussée par unité de masse. Sa valeur est égale au rapport poussée sur poids multiplié par la valeur de g, et à la variation {\displaystyle \Delta v} par unité de temps ;
- dans le cas d'un choc mécanique — par exemple une collision —, la force g peut devenir très élevée pendant un bref instant.

Comme exemple très classique de force g négative on peut citer le chariot de montagnes russes qui accélère en se dirigeant vers le sol. Dans ce cas, les passagers du chariot sont accélérés vers le sol plus rapidement que s'ils étaient soumis à la gravité seule, et, par conséquent, ils sont « attirés » vers le haut de la cabine. Dans ce cas, la force mécanique exercée par le siège crée la force g en modifiant le déplacement du passager par rapport à ce qu'on aurait pu attendre de l'accélération de la pesanteur. La modification dans le déplacement de haut en bas, maintenant plus rapide que la gravité, est causé par la réaction du siège et produit une force g dirigée vers le sol.
Toutes les « accélérations vectorielles » (ou leur défaut) sont décrites par les lois du mouvement de Newton comme suit :
La deuxième loi de Newton, ou principe fondamental de la dynamique de translation, établit que {\displaystyle \textstyle f=m\gamma } ce qui signifie que la force g agissant sur un corps est égale à la masse {\displaystyle \textstyle m} du corps multipliée par son accélération {\displaystyle \textstyle \gamma }.
La troisième loi de Newton, ou principe des actions réciproques, établit que toutes les forces agissent par paires et que ces deux forces sont égales en valeur absolue et opposées en direction.
La troisième loi de Newton statue que la gravité n'est pas la seule force qui agit — disons sur une pierre lâchée verticalement — mais que la pierre exerce une force sur la Terre, égale en valeur et de direction opposée.

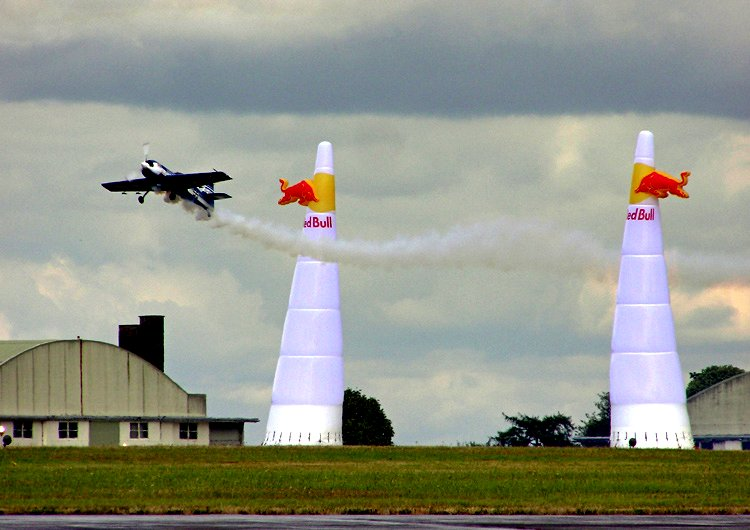
Cet avion faisant de la voltige se cabre en générant des g positifs. Le pilote est soumis à plusieurs g dus à son accélération inertielle venant s'ajouter à la force de la gravité. La combinaison de ces deux forces dans l'axe vertical fait que son corps semble peser plusieurs fois son poids normal pendant quelques instants.

Dans un avion, le siège du pilote peut être considéré comme la main qui lâche la pierre et le pilote comme la pierre. Lorsqu'il vole de façon stable et subit une force de 1 g le pilote n'est soumis qu'à la gravité. Supposons que son poids (force dirigée de haut en bas) est de 725 N (newtons). Selon la troisième loi de Newton l'avion et le siège qui se trouve sous le pilote génèrent une force égale et de sens opposée dirigée vers le haut et mesurant 725 N. Cette force mécanique exerce sur le pilote une force d'accélération propre de 1 g dirigée vers le haut, même si cette vitesse dirigée vers le haut ne change pas. Nous sommes dans le même cas qu'une personne située à terre et pour laquelle le sol provoque cette force mécanique et cette force g.
Si le pilote décide de tirer brutalement le manche vers lui et que son avion accélère verticalement en prenant de l'altitude à 9,8 m s−2, la force g totale qui s'exerce sur son corps est de 2 g, la moitié provenant de la réaction du siège sur le pilote pour compenser la gravité et l'autre moitié du siège qui pousse le pilote pour engendrer l'accélération verticale — un changement de vitesse qui est en même temps une accélération propre car il est différent de la trajectoire de la chute libre. Si on prend l'avion comme référence, son corps génère une force de 1 450 N (725 N × 2) dirigée vers le bas, vers l'intérieur du siège et, parallèlement, le siège exerce une poussée de bas en haut avec une force également de 1 450 N.

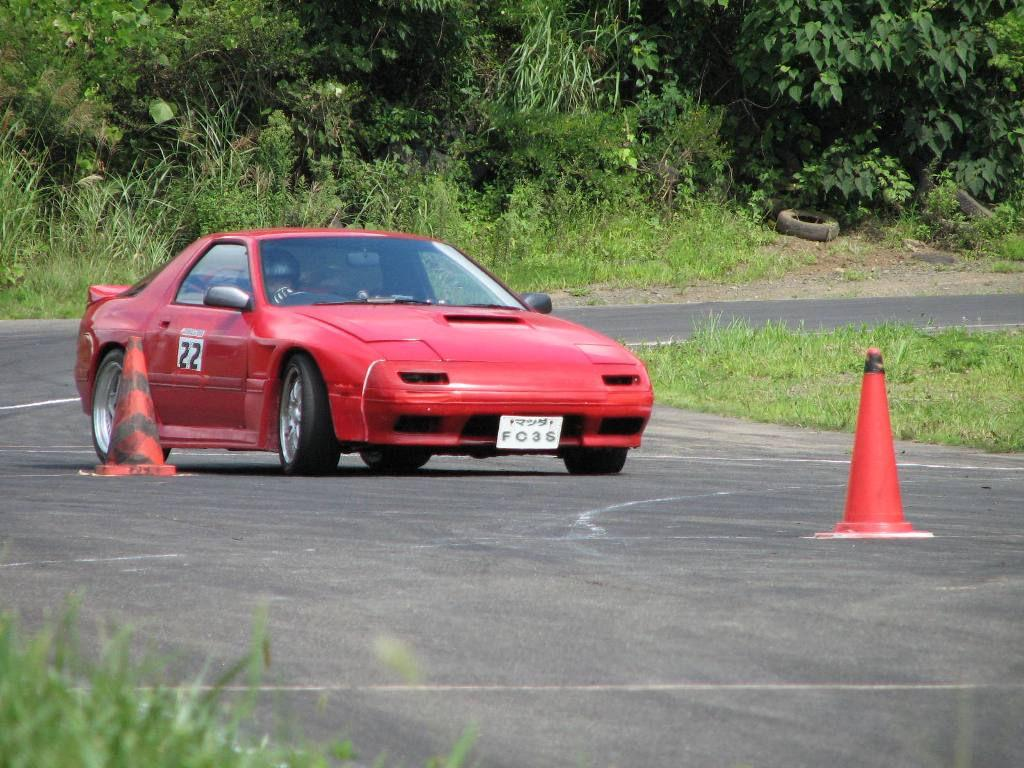
Une automobile et son conducteur subissant une accélération latérale.

On peut noter une accélération due aux forces mécaniques, et, par conséquent, à la force g, chaque fois que quelqu'un est à bord d'un véhicule car il est toujours le siège d'une accélération propre, et (en l’absence de gravité) d'une accélération vectorielle quand la vitesse varie. Chaque fois que le véhicule change de direction ou de vitesse, ses occupants ressentent respectivement des forces latérales ou longitudinales produites par les réactions mécaniques de leur siège.
L'égalité 1 g = 9,806 65 m s−2 revient à dire que pour chaque seconde qui passe la vitesse change de 9,806 65 m/s, soit 35,303 94 km/h. Par exemple, une accélération de 1 g revient à un taux de changement de la vitesse d'environ 35 km/h pour chaque seconde qui passe. Donc, si une automobile est capable de freiner à 1 g et est en train de rouler à 35 km/h, elle pourra s'arrêter en 1 s et le conducteur subira une décélération de 1 g. La même automobile roulant trois fois plus vite, soit à 105 km/h, peut s'arrêter en 3 s.

### Calcul des accélérations
Dans le cas d'une augmentation de la vitesse de zéro à une vitesse {\displaystyle \textstyle v} avec une accélération {\displaystyle {\textstyle \gamma }} constante sur une longueur {\displaystyle \ell }, cette accélération est proportionnelle au carré de la vitesse :
{\displaystyle \gamma {=}{\frac {v^{2}}{2{\ell }}}}
Ou avec la distance parcourue et avec t le temps mis :
{\displaystyle \gamma {=}{\frac {2{\ell }}{t^{2}}}}
Ou avec la vitesse et le temps mis :
{\displaystyle \gamma {=}{\frac {v}{t}}}
Pour un mouvement circulaire, l'accélération est : {\displaystyle \gamma {=}{\frac {v^{2}}{rayon}}}
Donc sur une même bosse ou looping de montagnes russes ou même ralentisseur-dos d'âne en voiture, ainsi que pour tout manège, si celui-ci est abordé par exemple à vitesse double, l'accélération du véhicule et ses passagers sera quadruplée sur un temps moitié.

### Effets physiologiques et sensations fortes
Ce sont les accélérations ou forces que l'être humain ressent (ou qui peut jouer sur un objet), et non une vitesse constante sans accélération, qui sont les changements ou dérivées des vitesses, et dérivées seconde des distances, voire aussi les variations d'accélérations ou à-coups.
Pour un transport usuel (ascenseur, avion, voiture, train...), les accélérations horizontales ou verticales sont étudiées pour être réduites pour le confort des passagers, souvent à environ 0,1 g et ne dépassant guère 0,4 g.
Pour une attraction, montagnes russes ou activité de loisirs, les accélérations ou forces sont plus fortes et créent de véritables sensations fortes de chute dans le vide, supprimant le poids de la personne à -1 g, ou celle à l'inverse d'être propulsé vers le haut en doublant son poids à 1 g, ainsi même que des fortes accélérations horizontales, latérales, centrifuges ou obliques.
Pour atteindre une plus grande vitesse, les ascenseurs pour être rapides sont réglés pour accélérer toujours à 0,1 g en augmentant la durée d'accélération (en négatif comme en positif), celle-ci augmentant moins les effets physiologiques que la valeur de l'accélération, ce qui est le cas des attractions allant jusqu'à plus de 1 g.
Il en est de même des transports horizontaux ou inclinés très rapides, mais d'accélération modérée pouvant être longue mais relativement progressive (TGV, avion).
Toutefois la position debout amplifie les sensations de déséquilibre. Malgré cela les ascenseurs s'utilisent en position debout et les attractions en position assise en très grande majorité.
Tant que ces accélérations ne dépassent pas 1 g voire 2 g, celles-ci sont souvent amusantes et agréables en procurant de l'adrénaline.
Au-delà, elles peuvent devenir dangereuses pour la santé (tout dépend aussi de leur durée), créer des lésions, des blessures, voire devenir mortelles, notamment lorsqu'elles sont très fortes en cas de choc (bien que très bref, tel que collision en voiture (même amorti par la carcasse et la ceinture), chute d'une grande hauteur sur un sol dur, etc.), le choc étant lié à la quantité de mouvement.

## Tolérance humaine à l'accélérationg

Limites de la tolérance humaine aux accélérations.

La tolérance humaine dépend de l'amplitude de l'accélération g, de la durée pendant laquelle elle est présente, de la direction sous laquelle elle agit, de l'endroit où elle est appliquée et de la posture du corps,.
Le corps humain est souple et déformable, en particulier les tissus les plus élastiques. Une forte gifle peut provoquer une force de plusieurs centaines de g localement sans pour autant provoquer de lésions réelles ; en revanche, une accélération constante de 16 g pendant une minute peut se révéler mortelle. Dans le cas d'une vibration, des pics de g d'assez faible amplitude peuvent être très destructeurs si la fréquence de cette vibration fait entrer des organes en résonance.
Jusqu'à un certain point, on peut s’entraîner à mieux résister aux g. Il y a aussi de considérables variations de résistance inhérentes à la constitution de chaque individu. De plus certaines maladies, en particulier les problèmes cardio-vasculaires, réduisent la tolérance aux g.

### gselon l'axe vertical
Les pilotes d'avion, en particulier, sont soumis à des accélérations g dans l'axe de leur colonne vertébrale. Ceci engendre des variations importantes de la pression sanguine le long du corps du sujet qui limitent le maximum de g qu'il pourra tolérer.
Des g positifs, dirigés vers le haut, font descendre le sang dans les pieds d'une personne assise ou debout. La résistance aux g positifs varie d'une personne à l'autre, mais généralement on considère qu'on peut résister à 5 g (49 m s−2) sans perdre connaissance (Voile noir), mais l'utilisation d'une combinaison anti-g et la contraction de ses muscles permet d'obliger le sang à rester dans le cerveau. Aujourd'hui les pilotes peuvent supporter généralement 9 g (88 m s−2) de façon durable.
En particulier dans les avions la force g verticale est le plus souvent positive (c'est-à-dire que le sang quitte la tête pour aller vers les pieds). Ceci provoque des problèmes cérébraux et oculaires. Si on augmente progressivement la force g (comme dans une centrifugeuse) on observe les différents symptômes suivants :
- voile gris, le sujet perd la perception des couleurs ; ce symptôme est facilement réversible lorsque la cause cesse ;
- vision du tunnel, la vision périphérique disparait progressivement ;
- voile noir, la vision disparaît sans perte de connaissance ;
- black out, c'est-à-dire perte de connaissance[8] ;
- mort, si l'accélération g n'est pas réduite rapidement[9].

La résistance aux g négatifs (dirigés vers le bas), qui concentrent le sang dans la tête, est bien moindre. La limite est généralement de 2 ou 3 g (soit entre -20 et −30 m s−2). Il en résulte ce que l'on appelle parfois le voile rouge où la vision se teinte littéralement de rouge. Ce phénomène est dû à la dilatation des vaisseaux capillaires de l’œil. La force g négative est généralement désagréable et peut causer des lésions. Les vaisseaux sanguins de l’œil ou du cerveau peuvent gonfler et éclater sous l'augmentation de la pression sanguine.

### Accélérationgselon l'axe horizontal
Le corps humain supporte plus facilement des forces exercées perpendiculairement à l'axe de sa colonne vertébrale. En général la tolérance est meilleure si la force est exercée vers l'avant (sujet couché sur le dos) que si elle est exercée vers l'arrière (sujet couché sur le ventre). Ceci est dû à ce que les vaisseaux sanguins de la rétine sont plus sensibles dans cette dernière position.
Des expériences anciennes ont montré que des personnes non entraînées pouvaient supporter de façon durable 17 g allongées sur le dos et seulement 12 g en position ventrale. Le record expérimental de résistance à une force g horizontale pendant une durée de 0,9 s est de 46,2 g en position « sur le ventre » et de 25 g pour une durée de 1,1 s. Ce record est détenu par John Stapp qui fut un pionnier dans les études sur l'accélération. Après ce record il survécut 45 ans jusqu'à l'âge de 89 ans mais a souffert toute sa vie de troubles de la vision liés à cette dernière expérience. En 1954, il conduit des expériences à l'aide d'un chariot propulsé par des fusées et ses études sur la décélération l'ont amené à supporter une décélération de Mach 0,9 à pratiquement 0 m/s en 1,4 seconde. Sachant que la vitesse du son dans l'air est 340 m/s, la décélération subie est :
{\displaystyle a={0{,}9\times 340 \over 1{,}4}=219} m/s2
soit 22 g.
Mentionnons également le pilote de Formule 1 David Purley, qui en 1977 survécut, lors d'un accident, à une décélération de 179,8 g. Il s'agit du record du monde de la plus forte décélération subie[réf. nécessaire].

### Accélérationgde courte durée et jerk
La tolérance à l'accélération g dépend aussi de sa durée. Un choc mécanique est une excitation transitoire de courte durée qu'on mesure souvent comme une accélération. Dans des accidents de voitures de course des personnes ont survécu à des chocs de très courte durée jusqu'à 100 g.
Le jerk est la variation de l'accélération. Le jerk étant la dérivée de l'accélération par rapport au temps ; il s'exprime dans le système international d'unités en m/s3. Hors du système SI, le jerk peut s'exprimer plus simplement comme des g par seconde (g/s) puisque le g est lui-même une accélération.

### Tolérance du corps humain selon la NASA
| Temps  | +gx (vers l'avant sang vers le dos) | -gx (vers l'arrière sang vers le ventre) | +gz (vers le haut, sang vers les pieds) | -gz (vers le bas, sang vers la tête) |
| ------ | ----------------------------------- | ---------------------------------------- | --------------------------------------- | ------------------------------------ |
| 0,6 s  | 35                                  | 28                                       | 18                                      | 8                                    |
| 1,8 s  | 28                                  | 22                                       | 14                                      | 7                                    |
| 6 s    | 20                                  | 17                                       | 11                                      | 5                                    |
| 18 s   | 15                                  | 12                                       | 9                                       | 4,5                                  |
| 1 min  | 11                                  | 9                                        | 7                                       | 3,3                                  |
| 3 min  | 9                                   | 8                                        | 6                                       | 2,5                                  |
| 10 min | 6                                   | 5                                        | 4,5                                     | 2                                    |
| 30 min | 4,5                                 | 4                                        | 3,5                                     | 1,8                                  |

## Autres conséquences biologiques de la forceg
Des recherches récentes conduites au Japon sur les extrêmophiles ont testé la résistance de différentes bactéries dont E. coli et Paracoccus denitrificans à des conditions extrêmes de gravité. La bactérie est cultivée dans une ultracentrifugeuse à des accélérations élevées correspondant à 403 627 g. Paracoccus denitrificans est une des bactéries qui, non seulement a survécu, mais présente une bonne croissance cellulaire sous ces conditions d'hyperaccélération qui ne se rencontrent dans la nature que dans l'espace, comme dans le cas d'étoiles très massives ou dans l'onde de choc d'une supernova. L'analyse montre que la petite dimension des cellules des procaryotes est essentielle pour permettre la croissance sous hypergravité. Ces recherches pourraient avoir des implications pour valider la théorie de la panspermie,.

## Exemples de valeurs de forces eng

### Accélérations verticales
Les forces verticales indiquées dans le tableau ci-dessous comptent les 1 g de référence de la gravité terrestre. Les accélérations verticales correspondantes étant de 0 g au repos par rapport à cette gravité, se déduisent en retirant bien sûr 1 g à toutes ces valeurs. Pour les convertir en mètres par seconde carré (m/s2), il faut multiplier par l'accélération de la pesanteur au niveau de la mer, soit 9,81 m/s2 (proche de 10 par commodité).
| Mouvements | Accélération en g, de valeur 0 au repos sur terre niveau mer | Force en g, en comptant pour 1 g la gravité terrestre |
| --- | --- | --- |
| Personne ou objet n'accélérant pas verticalement sur Terre au niveau de la mer standard.                       | 0 (pas d'accélération) | 1 (attraction gravitationnelle de la pesanteur terrestre de référence) |
| Chute libre courante et sauts divers sans freinage de l'air                                                    | -1 (brève chute en apesanteur) | 0 (brève apesanteur) |
| Les gyroscopes de Gravity Probe B et le flottement en état d'apesanteur dans le satellite de navigation TRIAD. | -1 par rapport à la pesanteur terrestre | 0 (flottement dans l'espace) |
| Un vol parabolique d'un avion "zéro g" vers le bas et vers le haut.                                            | -0,62 deux paraboles puis ≈ -1 les 13 paraboles suivantes, et 0,8 (phases de 35 s en ressource vers le haut) | 0,38 deux paraboles pour simuler la pesanteur martienne, puis ≈ 0 les 13 paraboles suivantes pour simuler l'apesanteur (phases de 25 s), et 1,8 (phases alternatives de 35 s en ressource vers le haut) |
| Personne ou objet sur l'équateur de la Lune.                                                                   | -0,8346 par rapport à la terre | 0,1654 (environ un 6e de la pesanteur terrestre) |
| Ascenseur bien réglé en démarrage ou freinage vers le bas ou le haut                                           | -0,1 (allègement) et +0,1 (soulèvement)(-0,2 à +0,2 anciens mal réglés) | 0,9 et 1,1 (0,8 à 1,2 anciens mal réglés) |
| Parachutiste au cours d'une chute libre.                                                                       | -1 (départ depuis l'avion) à -0,1 (à 200 km/h, dû au freinage de l'air) | 0 (départ depuis l'avion) à 0,9 (à 200 km/h, dû au freinage de l'air) |
| Felix Baumgartner durant sa chute hors atmosphère                                                              | -1 | 0 |
| Saut à l'élastique                                                                                             | -1 (chute) à 2 (lors de la tension maximale de l'élastique) | 0 (chute) à 3 (lors de la tension maximale de l'élastique) |
| Réception dans l'eau ou sur le sol après un saut ou une chute                                                  | Positive, dépendant de la vitesse négative acquise selon la hauteur de départ, et de la nature du récepteur, moins fort dans l'eau notamment bouillonnante ou si le sol est élastique ou mou (filet, trampoline, sable), plus forte ou très forte si dur (terre ou béton) où la vitesse décélère presque instantanément à 0 (comme pour un choc) | > 1 jusqu'à une très forte valeur |
| Une fusée Saturn V juste après son lancement                                                                   | 1,14 | 2,14 |
| Navette spatiale, valeur maximale pendant le lancement et lors du retour dans l'atmosphère                     | 2 | 3 |
| Looping dans un avion de voltige ou dans un avion de chasse                                                    | -4, négatif pouvant conduire au voile rouge, à 6, positif pouvant conduire au voile noir (les pilotes sont munis de combinaisons anti-g) | -3 à 7 |
| Tour de chute                                                                                                  | -0,9 (chute moins les frottements) à 2 (freinage) | 0,1 (chute moins les frottements) à 3 (freinage) |
| Montagnes russes et attractions                                                                                | -3 (airtimes hyperdrop éjectants) à 5 (poussées vers le haut) | -2 (airtimes hyperdrop éjectants) à 6 (poussées vers le haut) |
| Planeur standard certifié pour la voltige.                                                                     | -6 à 6 | -5 à 7 |
| Apollo 16 au moment de son retour dans l'atmosphère.                                                           | 6,19 | 7,19 |

### Accélérations horizontales ou obliques
L'accélération g représentant l'accélération due à l'attraction terrestre est théoriquement purement verticale. Néanmoins par extension, on utilise cette appellation pour désigner aussi les accélérations de composantes inclinées ou même horizontales longitudinales, latérales ou centripètes ou centrifuges d'amplitude 9,81 m/s2. Les valeurs ne sont que positives, n'étant plus comparées à la pesanteur, sauf éventuellement négatives en comparaison de deux directions de sens opposés (+/- pour avant/arrière ou gauche/droite).
| Mouvements | Accélération en g, en comptant pour 1 g la gravité terrestre |
| --- | ------------------------------------------------------------ |
| Train ou métro en démarrage ou freinage normal                                                                      | +/- 0,1 à 0,2, jusqu'à (-)0,5 en fort freinage               |
| Départ d'un avion de ligne Airbus A320                                                                              | 0,4                                                          |
| Départ de montagnes russes lancées                                                                                  | 0,5 à 3,3                                                    |
| Attraction « Le Rotor » (force centrifuge)                                                                          | 1,5                                                          |
| Une Bugatti Veyron passant de 0 à 100 km/h en 2,4 s.                                                                | 1,55                                                         |
| Un patineur de vitesse courte piste (virage de 9 m de rayon à 54 km/h)                                              | 2,6                                                          |
| Record mondial de dragster Top Fuel avec ¼ mile (402,25 m) couvert en 4,4 s.                                        | 4,2                                                          |
| Formule 1, décélération maximale avec un freinage brusque.                                                          | ≥ 5                                                          |
| Luge, maximum relevé au Whistler Sliding Centre.                                                                    | 5,2                                                          |
| Formule 1, accélération latérale maximale en virage.                                                                | 5 à 6                                                        |
| Virage le plus serré caractéristique dans un avion de voltige ou dans un avion de chasse.                           | 9 à 12 en linéaire (environ)                                 |
| Record de résistance humaine de John Stapp dans un chariot propulsé à l'aide de fusées.                             | 46,2                                                         |
| Mort ou lésions sévères probables.                                                                                  | > 50                                                         |
| Missile antibalistique Sprint.                                                                                      | 100                                                          |
| Exposition très brève d'un homme au moment d'un crash.                                                              | > 100                                                        |
| Record de résistance humaine (Kenny Bräck, 2003, lors d'une course automobile, il est propulsé dans les grillages). | 214                                                          |
| Canon spatial avec un fût de 1 km et une vitesse à la bouche de 6 km/s (en supposant une accélération constante).   | 1 800                                                        |
| Résistance au choc d'une montre de poignet.                                                                         | > 5 000                                                      |
| Accélération maximale d'un piston dans le moteur d'une Formule 1 standard.                                          | 8 600                                                        |
| Circuits électroniques de classe militaire destinés aux obus d'artillerie.                                          | 15 500                                                       |
| Balle 9 × 19 mm Parabellum (valeur moyenne sur la longueur du canon).                                               | 31 000                                                       |
| Balle 9 × 19 mm Parabellum à son pic d'accélération.                                                                | 190 000                                                      |
| Accélération moyenne d'un proton dans le Large Hadron Collider (Grand collisionneur de hadrons).                    | 190 000 000                                                  |
| Accélération avec l'accélérateur laser-plasma.                                                                      | 8,9 × 1020                                                   |

## Mesure de la forcegà l'aide d'un accéléromètre

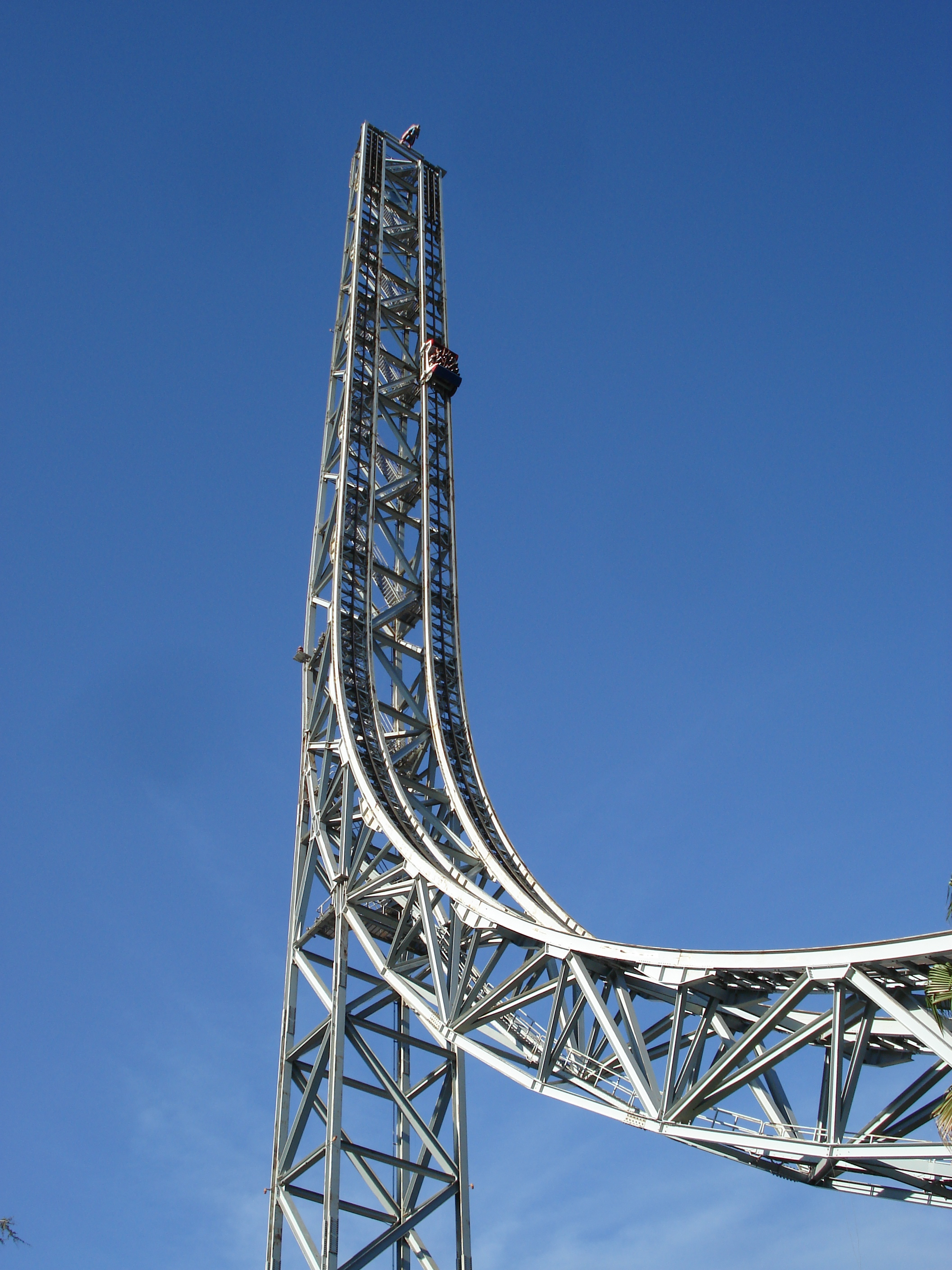
L'attraction « Superman: Escape from Krypton » du parc Six Flags Magic Mountain permet de se trouver en état d'apesanteur pendant 6.5 s.

Un accéléromètre, dans sa forme la plus simple, se compose d'une masse fixée à un ressort à une de ses extrémités et d'un dispositif qui permet de mesurer le déplacement de cette masse selon une direction particulière qu'on appelle un axe.
Les accéléromètres sont souvent étalonnés pour mesurer la force g selon un ou plusieurs axes. Si un accéléromètre à un seul axe est stationnaire et que son axe de mesure est horizontal, il affichera 0 g. S'il est monté sur une automobile roulant à vitesse constante sur une route horizontale sa mesure sera également de 0 g. En revanche si le conducteur freine ou accélère l'accéléromètre enregistrera une accélération positive ou négative.
Si l'on fait pivoter l'accéléromètre de 90° pour qu'il soit vertical, il affichera 1 g, même s'il est stationnaire. En effet, dans cette configuration l'accéléromètre est soumis à deux forces : la force gravitationnelle et la réaction du support sur lequel il est posé. Seule cette dernière force peut être mesurée par l'accéléromètre en raison de l'interaction mécanique de l'accéléromètre avec le support. La valeur lue est l'accélération à laquelle l'accéléromètre aurait été soumis s'il n'était en présence que de cette seule force.
Un accéléromètre à trois axes affichera 0 g sur ses trois axes s'il est largué ou placé à l'intérieur d'une trajectoire balistique (aussi connue sous le nom de trajectoire inertielle) au cours de laquelle il est en chute libre, comme les astronautes lorsqu'ils sont en orbite (en réalité les astronautes sont sujets à des petites marées d'accélérations qu'on appelle microgravité et qu'on négligera ici). Quelques parcs d'attractions proposent des montagnes russes qui permettent d'être à presque zéro g pendant plusieurs secondes. Les vols paraboliques de la NASA conduisent à cet état pendant des durées de l'ordre de 25 s.
Un accéléromètre à un seul axe disposé verticalement et monté sur un avion affiche 1 g lorsque l'avion est garé. Il s'agit de la force g exercée par le sol. Lorsque l'avion vole à une altitude constante (ou à un taux de montée ou de descente constant) l'accéléromètre indiquera toujours 1 g et la force g est fournie par la portance aérodynamique qui agit ici à la place du sol pour empêcher l'avion de chuter. Dans ces conditions, la force verticale dirigée vers le haut agit sur le corps du pilote (pour l'empêcher de tomber) avec la valeur normale de 9,8 N/kg (newtons par kilogramme) et est fourni par son siège qui lui-même est supporté par la portance des ailes. Si le pilote tire la gouverne de profondeur à lui jusqu'à ce que l'accéléromètre indique 2 g, la force g dirigée vers le haut qui agit sur lui par l'intermédiaire de son siège est doublée et prend la valeur 19,6 N/kg.